# Seznam kulturních památek v Dřítni
Tento seznam nemovitých kulturních památek v obci Dříteň v okrese České Budějovice vychází z  Ústředního seznamu kulturních památek ČR, který na základě zákona č. 20/1987 Sb., o státní památkové péči, vede Národní památkový ústav jako ústřední organizace státní památkové péče. Údaje jsou průběžně upřesňovány, přesto mohou obsahovat i řadu věcných a formálních chyb a nepřesností či být neaktuální. 
Pokud byly některé části dotčeného území vyčleněny do samostatných seznamů, měly by být odkazy na tyto dílčí seznamy uvedeny v úvodu tohoto seznamu nebo v úvodu příslušné sekce seznamu.

## Dříteň
|  | Kategorie „Church of Saint Dismas (Dříteň) “ na Wikimedia Commons | Hledat fotografie a kategorie ve Wikimedia Commons podle rejstříkového čísla památky | Nahrát snímek k tomuto tématu do úložiště Wikimedia Commons |  |

|  | Kategorie „Statue of John of Nepomuk in Dříteň “ na Wikimedia Commons | Hledat fotografie a kategorie ve Wikimedia Commons podle rejstříkového čísla památky | Nahrát snímek k tomuto tématu do úložiště Wikimedia Commons |  |

|  | Kategorie „Zámek Dříteň “ na Wikimedia Commons | Hledat fotografie a kategorie ve Wikimedia Commons podle rejstříkového čísla památky | Nahrát snímek k tomuto tématu do úložiště Wikimedia Commons |  |

## Chvalešovice
| Památka          | Fotografie                                            | Rejstříkové číslo v ÚSKP                                                             | Sídelní útvar                                               | Poloha                                                | Popis a poznámky                                    |
| ---------------- | ----------------------------------------------------- | ------------------------------------------------------------------------------------ | ----------------------------------------------------------- | ----------------------------------------------------- | --------------------------------------------------- |
| Tvrz (Q31869504) | \| \| \| \| \| \|                                     | 21172/3-172 Pam. katalog MIS                                                         | Chvalešovice                                                | Chvalešovice 23 49°9′45,65″ s. š., 14°18′17,82″ v. d. | tvrz · Zapsáno do státního seznamu před rokem 1988. |
|                  | Kategorie „Chvalešovice Castle “ na Wikimedia Commons | Hledat fotografie a kategorie ve Wikimedia Commons podle rejstříkového čísla památky | Nahrát snímek k tomuto tématu do úložiště Wikimedia Commons |                                                       |                                                     |

## Libív
| Památka               | Fotografie        | Rejstříkové číslo v ÚSKP                                                             | Sídelní útvar                                               | Poloha                                              | Popis a poznámky                                         |
| --------------------- | ----------------- | ------------------------------------------------------------------------------------ | ----------------------------------------------------------- | --------------------------------------------------- | -------------------------------------------------------- |
| Boží muka (Q37460906) | \| \| \| \| \| \| | 29655/3-92 Pam. katalog MIS                                                          | Libív                                                       | za vsí u lesa 49°8′16,88″ s. š., 14°21′19,52″ v. d. | Boží muka · Zapsáno do státního seznamu před rokem 1988. |
|                       |                   | Hledat fotografie a kategorie ve Wikimedia Commons podle rejstříkového čísla památky | Nahrát snímek k tomuto tématu do úložiště Wikimedia Commons |                                                     |                                                          |

## Malešice
| Památka                            | Fotografie                                                             | Rejstříkové číslo v ÚSKP                                                             | Sídelní útvar                                               | Poloha                                           | Popis a poznámky                                                  |
| ---------------------------------- | ---------------------------------------------------------------------- | ------------------------------------------------------------------------------------ | ----------------------------------------------------------- | ------------------------------------------------ | ----------------------------------------------------------------- |
| Kostel svatého Štěpána (Q20860629) | \| \| \| \| \| \|                                                      | 29096/3-173 Pam. katalog MIS                                                         | Malešice                                                    | Bílá Hůrka 49°9′18,42″ s. š., 14°18′18,08″ v. d. | Kostel sv. Štěpána · Zapsáno do státního seznamu před rokem 1988. |
|                                    | Kategorie „Church of Saint Stephen (Bílá Hůrka) “ na Wikimedia Commons | Hledat fotografie a kategorie ve Wikimedia Commons podle rejstříkového čísla památky | Nahrát snímek k tomuto tématu do úložiště Wikimedia Commons |                                                  |                                                                   |

## Radomilice
| Památka                          | Fotografie        | Rejstříkové číslo v ÚSKP                                                             | Sídelní útvar                                               | Poloha                                              | Popis a poznámky                                                               |
| -------------------------------- | ----------------- | ------------------------------------------------------------------------------------ | ----------------------------------------------------------- | --------------------------------------------------- | ------------------------------------------------------------------------------ |
| Schwarzenberský dvůr (Q31870148) | \| \| \| \| \| \| | 46299/3-381 Pam. katalog MIS                                                         | Radomilice                                                  | Radomilice 10 49°7′27,59″ s. š., 14°15′36,22″ v. d. | zemědělský dvůr Schwarzenberský · Zapsáno do státního seznamu před rokem 1988. |
|                                  |                   | Hledat fotografie a kategorie ve Wikimedia Commons podle rejstříkového čísla památky | Nahrát snímek k tomuto tématu do úložiště Wikimedia Commons |                                                     |                                                                                |

## Záblatí
|  |  | Hledat fotografie a kategorie ve Wikimedia Commons podle rejstříkového čísla památky | Nahrát snímek k tomuto tématu do úložiště Wikimedia Commons |  |

|  |  | Hledat fotografie a kategorie ve Wikimedia Commons podle rejstříkového čísla památky | Nahrát snímek k tomuto tématu do úložiště Wikimedia Commons |  |

## Záblatíčko
|  | Kategorie „Church of the Virgin Mary (Záblatíčko) “ na Wikimedia Commons | Hledat fotografie a kategorie ve Wikimedia Commons podle rejstříkového čísla památky | Nahrát snímek k tomuto tématu do úložiště Wikimedia Commons |  |

|  |  | Hledat fotografie a kategorie ve Wikimedia Commons podle rejstříkového čísla památky | Nahrát snímek k tomuto tématu do úložiště Wikimedia Commons |  |